# Craig Forrest
Craig Forrest   (Coquitlam, 20 de setembre de 1967) és un exfutbolista canadenc de la dècada de 1990.
Fou 56 cops internacional amb la selecció del Canadà.
Pel que fa a clubs, destacà a Ipswich Town i West Ham United FC.